# Hotel Carlton Cannes

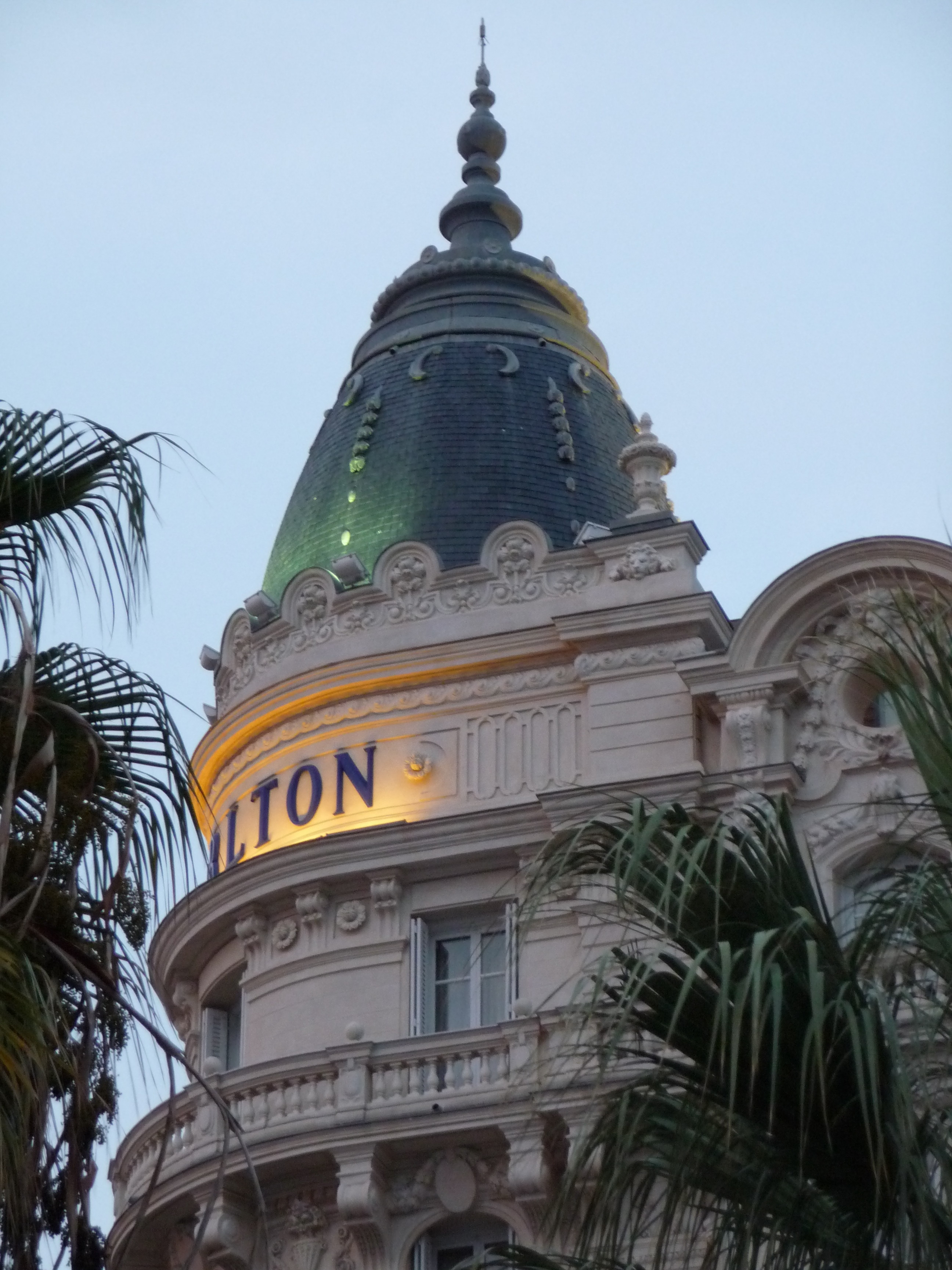
Een van de typerende koepels

Hotel Carlton Cannes (officiële naam Hôtel InterContinental Carlton Cannes) is een van de meest prestigieuze hotels van de Côte d'Azur. Het werd gebouwd in 1912 en is gelegen aan de La Croisette in Cannes.
Tijdens het jaarlijkse Filmfestival van Cannes is dit de place to be. Hier komen de belangrijkste producenten, regisseurs en acteurs bij elkaar. Hier worden dan de belangrijkste interviews afgenomen en lucratieve plannen gemaakt.
Het hotel telt 338 kamers. Op de zevende verdieping zijn de negen meest luxueuze suites te vinden. Deze zijn allemaal vernoemd naar beroemde gasten die in het hotel geslapen hebben. De duurste suite, vernoemd naar Sean Connery, kost zo'n 31.500 euro per nacht.
Volgens een gerucht zijn de koepels aan beide uiteinden van de gevel gemodelleerd naar de borsten van La Belle Otero. Zij was een bekende maîtresse die in het begin van de twintigste eeuw veel aan de Côte d'Azur verbleef. In 1955 ontmoetten Grace Kelly en Prins Reinier III van Monaco elkaar in het hotel tijdens het Filmfestival van Cannes. Ze trouwden in 1956.
In het hotel hebben twee grote juwelenroven plaatsgevonden. De eerste keer in 1994 en de tweede keer in 2013. In beide gevallen gebeurde dit met een gewapende overval en in beide gevallen zijn de daders ontkomen.

## Het hotel als filmlocatie
- To Catch a Thief van Alfred Hitchcock met Cary Grant en Grace Kelly.
- Quatre étoiles van Christian Vincent met Isabelle Carré, José Garcia en François Cluzet
- De videoclip I'm Still Standing van Elton John (gefilmd door Russell Mulcahy)